# Pedodontologie

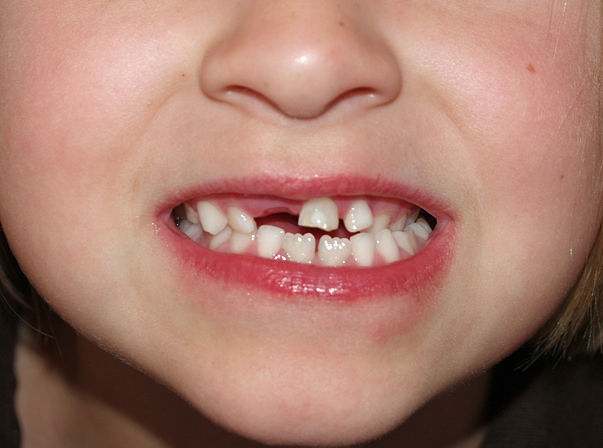
Wisselen

Pedodontologie is de tandheelkundige behandeling van kinderen. Kinderen vereisen een speciale aanpak om verscheidene redenen. 25% van de kinderen heeft angst voor de tandarts en dat vraagt extra aandacht. Er zijn in de kindertandheelkunde speciale technieken nodig, omdat de kindermond kleiner is en nog groeit. De pulpa van melktanden is veel groter dan in het definitieve gebit. De kans op fouten is dus groter. Tanden moeten ook soms blijven zitten als ruimtehouder voor de definitieve opvolgers en ontzenuwen is soms onmogelijk, doordat de worteluiteinden vaak nog niet zijn afgevormd.